# Temný web
Temný web (anglicky dark web) je část obsahu World Wide Webu, která je umístěna na darknetech – překryvných sítích, které využívají internet, ale jsou přístupné pouze prostřednictvím speciálního softwaru nebo konfigurace. Dark web tvoří část Deep webu, což je oblast webu, kterou vyhledávače neindexují. Hlavním rysem dark webu je tak decentralizace, kdy na internetové stránky nemají přístup obyčejné prohlížeče, jako jsou například Chrome nebo Safari.
Darknety zahrnují jak malé peer-to-peer sítě, tak i velké a populární sítě jako například Freenet, I2P a Tor.

## Terminologie
Je nutné rozlišovat rozdíl mezi pojmy temný web a hluboký web (anglicky deep web), termíny bývají často zaměňovány, či považovány za významově totožné. Hluboký web jsou dokumenty a webové stránky, jejichž obsah je dostupný pouze po přihlášení či jiném druhu autorizace nebo nejsou indexované žádným vyhledávačem a jsou dostupné pouze se znalostí URL. Příkladem sítě a prohlížeče, kterým se dá do dark webu vstoupit, je Tor. Názvy domén na temném webu v síti Tor jsou tvořené číslicemi a písmeny s koncovkou „.onion“. Obsah domén je šifrovaný.
Povrchový (surface) web, hluboký web i temný web jsou součástí obrovského systému webových stránek World Wide Webu. Zajímavé je to, že surface web tvoří jen 10 % informací na webu, deep web spolu s dark webem tedy tvoří zbývajících 90 %, přičemž dark web zahrnuje pravděpodobně jen 1 až 2 %.

### Povrchový web
Povrchový web (anglicky surface web), známý také jako viditelný web, indexový web nebo Lightnet, je část World Wide Webu, která je lehce dostupná veřejnosti a vyhledatelná standardními webovými prohlížeči. Surface web je protipólem deep webu. Je složen pouze z 10 % informací, které jsou na internetu a je tvořen kolekcí veřejných webových stránek na serveru, který je dostupný každým webovým vyhledávačem. Vyhledávače prohledávají a indexují webové stránky tak, aby uživateli zobrazily nejrelevantnější výsledky. Téměř každá stránka s jednoduchou adresou (http://www.jmeno.domena/filename) je povrchová stránka. Surface web je součástí webu, o kterém všichni víme a používáme ho pravidelně.

### Hluboký web
Hluboký web je část World Wide Webu, která není vyhledatelná normálními internetovými vyhledávači typu Google. Pro přístup je třeba zadání přímé IP či URL adresy. Jeho obsah je dostupný až po předchozím přihlášení či autorizaci. Není dohledatelný, protože jeho obsah nemá vlastní index – informace zde nejsou připojené k dalším stránkám tak jako je tomu na Surface webu. Je skoro nemožné zjistit, jak velký deep web ve skutečnosti je. Některé předpoklady v roce 2015 dokonce uvádí, že by mohl být 4000–5000krát větší než surface web.
Velká část deep webu je zcela legální a bezpečná. Tyto části obsahují například:
- Databáze: Jak veřejné tak soukromé chráněné sbírky souborů co nejsou připojené k jiným částem webu, a lze je vyhledat jen v dané databázi.
- Intranety: Vnitřní sítě pro podniky, vládu a vzdělávací instituce, které jsou používané pro soukromé aspekty komunikace a kontroly uvnitř dané organizace.

### Temný web
Temný web je část deep webu, která není dohledatelný běžným internetovým vyhledávačem. Nejznámější prohlížeč pro přístup na dark web je Tor. Termín dark web se poprvé objevil v roce 2009, ale není známo, kdy vznikl samotný první dark web. Hodně internetových uživatelů používá jen surface web, data, která jsou přístupná běžným webovým prohlížečem. Dark web je jen malá část deep webu, ale vyžaduje vlastní software k přístupu k jeho obsahu. Jelikož mají jednotlivci přístup k dark webu s předpokladem malého risku detekce, mohou tuto oblast využívat pro škálu legálních i nelegálních aktivit. Studie z roku 2016 zjistila, že 57 % dark webu je obsazeno nelegálním obsahem (pornografie, nepovolené finance, drogová centra, nelegální obchod se zbraněmi, padělaná měna, teroristická komunikace a mnohem více).
Jeho prohlížení je poněkud obtížné, neexistují na něm adresy jako „google.com“ a pro přístup musíte zadat kombinaci určitých znaků, protože stránky zde nejsou indexovány. Například pro přístup na Hidden Wiki musí uživatel ručně zadat adresu „kpvz7ki2v5agwt35.onion“. Služba Hidden Wiki je užitečná v tom, že vytváří katalog některých tamních dostupných služeb.

## Legalita
Dark web je v zásadě zcela legální síť, umožňuje lidem přístup k internetu a ke svobodným informacím s vyšší úrovní anonymity a bezpečnosti. To má zvláštní význam například v zemích, které omezují nebo kontrolují přístup k internetu a svobodným informacím. Umožňuje také sdílení citlivých dokumentů či zkušenějším a odborně zdatným uživatelům tunelování připojení k domácí síti či jiné lokální síti (LAN), která nemá přidělenou veřejnou adresu či nemá nastavené přesměrování portů. 
Ovšem vzhledem k tomu, že dark web nabízí anonymitu, mohou se zde nacházet stránky s nelegálním obsahem, jako jsou stránky s prodejem drog, falešných identit, kradených kreditních a debetních karet, čísel bankovních účtů, zbraní a jiné. V rámci fór se vyskytují kontroverzní a nelegální témata, na úložištích se vyskytuje i nelegální pornografie. Dětská pornografie je k nalezení i bez přímého zadání hledaného výrazu a provedení platby. K placení za tyto nelegální věci jsou využívány kryptoměny Bitcoin nebo Monero. Transakce v bitcoinové síti jsou ovšem pseudonymní – všichni uživatelé sítě znají všechny adresy, zůstatky na účtech (respektive veřejných klíčích) i všechny transakce, jen neznají majitele oněch účtů. Pokud se ovšem podařilo spárovat veřejný klíč se jménem nebo skupinou, staly se účty již vlastně veřejné a nebylo možné ani měnu převést jinam, protože transakce jsou zcela transparentní a zanonymizování stojí nemálo úsilí i finančních prostředků. Místo bitcoinu se tak k nelegálnímu placení přechází na zcela anonymní kryptoměnu Monero. Nezákonné aktivity provozované na dark webu jsou monitorované speciálními skupinami bezpečnostních služeb po celém světě.
Při opatrnosti lze bezpečně vstoupit a prohledávat dark web. Nutné je mít stažený prohlížeč Tor, který při prohledávání dark webu nabízí anonymitu. Tor vám dovolí navštívit stránky, které mají koncovku „.onion“, což je důvod, proč se Tor celým jménem jmenuje The Onion Router.

### Anonymita na dark webu
Garantovaná anonymita na dark webu není spolehlivá a to i přesto, že se nástroje jako Tor zaměřují na anonymizování obsahu a aktivit, výzkumníci a experti na ochranu se stále zlepšují, což znamená že jisté skryté služby a jednotlivci mohou být identifikováni a deanonymizováni.

## Obsah dark webu
Studie z roku 2014 ukázala, že stránky obsahující dětskou pornografii jsou nejnavštěvovanější a trhy s nelegálními produkty jsou v pořadí druhé. Přesnost těchto měření byla nicméně zpochybněna autory samými, protože velkou část provozu na dark webu tvoří boti. Častý je také výskyt stránek s bitcoinem, podvodných stránek či možnost objednání různého zboží.

### Terorismus na dark webu
Teroristé byli aktivní na různých platformách od pozdních 90. let 20. století. Nicméně zjistili, že surface web je pro ně riskantní, vzhledem k jejich snaze o zachování anonymity: mohli být zaznamenáváni, hledáni a nalezeni. Mnoho teroristických stránek a sociálních sítí na povrchovém webu je monitorováno protiteroristickými agenturami a většina je odstraněna nebo nabourána.
Teroristé mohou využívat dark web pro sbírky, převod peněz a nelegální nákupy výbušnin a zbraní prostřednictvím bitcoinu a dalších kryptoměn. Některé teroristické organizace také využívají dark web jako médium pro prodej lidských orgánů na černém trhu, stejně jako pro prodej kradené ropy nebo vykradených památek z antických měst.

### Černý trh
Černý trh na dark webu slouží k obchodování s nelegálním i legálním zbožím. Výhoda pro kupující legálního zboží je především zvýšená anonymita díky prohlížeči Tor, který nabízí pocit bezpečí a soukromí. Na online černých trzích se platí kryptoměnami.
Nejznámějším internetovým tržištěm je Silk Road (Hedvábná stezka), které fungovalo od února roku 2011 do října roku 2013. Silk Road se rychle rozmohlo a tržby se během dvou let fungování vyšplhaly na jednu miliardu dolarů, a to skrze 1,2 miliardy provedených transakcí. Díru v trhu po Silk Road měl nahradit web AlphaBay, který však zapříčinil smrt několika jeho zákazníků – jedné z obětí bylo teprve 18 let, když si koupila na tržišti drogy a předávkovala se jimi. V roce 2017 se web stal náhle nedostupným a po policejní razii thajských, litevských, kanadských, francouzských a dalších složek ukončil AlphaBay existenci. Nástupce AlphaBay byl Empire Market, který z neznámých důvodů přestal fungovat v roce 2020.

### Ilegální pornografie
Nejpopulárnější obsah dark webu je nelegální dětská pornografie. Přes 80 % návštěvnosti webu je spojeno s vyhledáváním dětské pornografie, i když je těžké ji najít dokonce i na dark webu. Proti webům distribuujícím dětskou pornografii jsou pravidelně vymáhány právní kroky – často prostřednictvím kompromitování webu a sledování IP adres uživatelů. V roce 2015 FBI vyšetřovala a zrušila web s názvem Playpen. V té době byl Playpen největší web s dětskou pornografií na Dark webu s více než 200 000 členy. Stránky využívají komplexní systémy návodů, fór a komunitní regulace. Další obsah zahrnuje sexualizované mučení a zabíjení zvířat a porno z pomsty. V květnu 2021 německá policie uvedla, že stáhla jednu z největších světových sítí dětské pornografie na Dark webu známém jako Boystown, který měl přes 400 000 registrovaných uživatelů. Čtyři lidé byli zadrženi při raziích, kvůli podezření z provozování sítě. Europol uvedl, že v rámci německé zpravodajské operace bylo odstraněno také několik pedofilních komunikačních stránek.

## Legální využití
Základní myšlenkou dark webu je snaha nepodléhat jakékoli cenzuře a zákonům, ovšem nikoli nutně jen kvůli nelegálním aktivitám. Může jít například o publikování informací, proti kterým by na běžném webu zasáhla cenzura. Hlavní možnosti využití tedy jsou:
- Bezpečnější prohlížení Internetu či samotného dark webu
- Vyšší anonymita
- Bezpečné sdílení dokumentů, souborů a jiných dat
- Obcházení cenzury Internetu